# Vierte Welle Festival
El Vierte Welle Festival es un festival internacional de cine feminista con base en Berlín, Alemania. Su primera edición fue en 2019. Es organizado por las agrupaciones Karne Kunst, Sorora e.V y Xochicuicatl e.V con financiación de organismos públicos alemanes. Además de la exhibición de filmes, el festival se completa con una agenda de actividades abiertas sobre las temáticas que se tratan en las películas. En 2021 se realizó la segunda edición en formato en línea.
Vierte Welle significa cuarta ola en alemán y refiere al feminismo de cuarta ola.

## Objetivos
El Festival Vierte Welle tiene como objetivo dar visibilidad a las mujeres artistas y, a través de los filmes y las actividades complementarias, ayudar a concientizar sobre temas como: la desigualdad de género, la participación ciudadana, los prejuicios, la lucha contra la discriminación y el reconocimiento de los derechos de las mujeres y las niñas, a través de los contenidos audiovisuales del llamado feminismo de cuarta ola.
El Vierte Welle Festival tiene como objetivo principal dar visibilidad a mujeres y disidencias en el cine, promoviendo la reflexión sobre la desigualdad de género, la representación en los medios y los derechos humanos. A través de su programación, busca:
- Difundir cine de realizadoras que aborden temáticas feministas y de justicia social.
- Visibilizar las problemáticas de género en el contexto global.
- Fomentar el diálogo entre cineastas, activistas y público, promoviendo el cambio social a través del arte.
- Impulsar la participación de nuevas voces en la industria cinematográfica, especialmente de comunidades marginadas.

El feminismo de cuarta ola se articula a través de la creación de contenidos audiovisuales y escritos de carácter filosófico, político, económico, social, ecológico y cultural (académicos o no), y la difusión de los mismos a través de las redes sociales y medios tradicionales.

## Ediciones
| Año  | Edición                           | Lugar    |
| ---- | --------------------------------- | -------- |
| 2019 | Primera Edición                   | Berlin   |
| 2020 | Primera edición versión pandémica | En línea |
| 2021 | Segunda edición                   | En línea |
| 2022 | Tercera edición                   | Berlin   |
| 2023 | Cuarta Edición                    | Berlin   |
| 2025 | Quinta Edición                    | Berlin   |

### Categorías
#Metooː es el nombre que recibió el hashtag usado en las redes sociales para denunciar abusos sexuales, acoso, violencia contra las mujeres, feminicidio, acoso callejero, y otras formas de violencia tanto física, verbal o psicológicas contra las mujeres.
#Intersectionalityː los filmes de esta categoría muestran temas relacionados con la injusticia, desigualdad, exclusión y discriminación (ya sea por género, etnia, clase, orientación sexual o nacionalidad de una persona) llevada a cabo como consecuencia de las categorías sociales impuestas y del sistema de opresión existente.
#bodypositivityː películas que tratan sobre los cánones de belleza socialmente establecidos tradicionalmente por las normas de heteropatriarcado y se centra en el respeto a todos los cuerpos.
#Niunamenos Bajo la consigna Ni una menos se exhiben cortometrajes de realizadoras latinoamericanas que reflejen las temáticas feministas de la región.
#Pandemicfilms Esta categoría se creó en 2020 y exhibió filmes realizados durante la pandemia de COVID-19 y muestra producciones audiovisuales que reflejaron las problemáticas de las mujeres sufridas en este periodo.

## Financiación de organismos públicos
El festival ha recibido fondos en sus distintas ediciones, de los siguientes organismos públicosː
- Mini-Aktionsfonds aus den Partnerschaften für Demokratie Pankow Nord & Süd (Berlín, Alemania)[5]
- DRAUSSENSTADT, Call for Action. Stiftung für Kulturelle Weiterbildung und Kulturberatung, SdöR (Berlín)[6]
- Förderprogramm NEUSTART KULTUR im Rahmen der Arbeit des Bundesverbands Soziokultur (Berlín)[7]
- Pankower Kiezfonds[8]

## Actividades complementarias
En 2019, paralelamente se llevaron a cabo actividades adicionales como exposiciones paralelas, talleres, intercambios y reuniones en redː
- Taller de autopublicación y feminismo, por Victoria Rodríguez.
- Laboratorio de escritura creativa: El cuerpo textualizado, por pasajero del Muro.
- Representation of Latin American women in cinemaː theoretical workshop, por Jazmín Iturbide.
- Director 's Talk: Camila Rodó Carvallo. Film “Girlfriend”
- Director’s Talk Roser Tananbum and Baptiste Grandin. Film “Santa Sangría”
- Director 's Talk: Anne Jammet. Film “SADAF”
- Director 's Talk: Julia Fuhr Mann. Film “Riot noy Diet”
- Director 's Talk: Guadalupe Docampo. Film “Entre Romina y el mundo”
- Director’s Talk: Colectivo Chile in Flamen. Film “Chileinflamen”
- Director 's Talk: Wiebke Becker. Film “#ALLESINUNORDNUNG”
- Director 's Talk: Colectivo Granada. Film “Tiempo de fuego”

## Películas exhibidas

### Categoría #metoo 2021
- “Don't Burst My Bubble”. Directora: Victoria Malinjod. País: Gran Bretaña
- “The Museum”. Directora: Céline Floyd. País: Suiza
- “Males”. Directora: Ilén Juambeltz. País: Uruguay
- “Feminist Legislative Theater No Means No”. Directora: Bárbara Santos. País: Alemania
- “023_GRETA_S”. Directora: Annika Birgel. País: Alemania
- “Run Amok”. Directora: Gala Díaz Fernández. País: España
- “The Story Of All Us Women”. Directora: Itxaso Díaz. País: España[10]
- “The Misfortune of Femininity”. Directora: Julieta Tetelbaum. País: Estados Unidos
- “Stripey Socks”. Directora: Michelle Bailey. País: Gran Bretaña
- “Supay”. Directora: Sonja Ortiz. País: Perú
- “Quiet on Set”. Directora: Jeanette Buck. País: Estados Unidos
- “The Color of Water”. Directora: Nadia S. Zafra, Belén G.G. País: España
- “Diagonal”. Directora: Anne Thorens. País: Suiza[11]
- “Victimized”. Directora: Tara Plizga. País: Estados Unidos.

### Categoría #Bodypositivity 2021
- “Ode to summer”. Directora: Celina Duprat. País: Argentina
- “Ribbon lady”. Directora: Ludmila Cimbůrková. País: República Checa
- “Fromoso”. Directora: Zoé Gruni. País: Italia
- “Godmothers: vaginismus stories”. Directora: Laura Laplana. País: España
- “KLAÜD”. Directora: Aurélia Mengin. País: Réunion
- “Myach”. Directora: Olga Karasöva. País: Alemania
- “Community Guidelines”. Directora: Marija Lucic. País: Alemania
- “This one weird trick”. Directora: Joanie Wind. País: Estados Unidos
- “Just. Another. Month.” Directoras: Charlotte Weinreich, Rosa-Lena Lange. País: Alemania
- “OH SH*T!” Directora: Elsa van Damke. País: Alemania

### Categoría #Intersectionality 2021
- “The bones under the skin”. Directora: Marlene Pardeller. País: Alemania
- “The Citizens”. Directora: Yameli Gomez Jiménez. País: México
- “Parda”. Directora: Tai Linhares. País: Brasil
- “After The March”. Directoras: Amy Kersten, Tiffany Murray. País: Estados Unidos
- “EKAI”. Directora: Arantza Ibarra. País: España[12]
- “Eva Sola”. Directora: Lara Rodríguez Cruz. País: España
- “Genekashlu”. Directora: Natalia Trzcina. País: Perú
- “The Orphan”. Directora: Carolina Markowicz. País: Brasil
- “Touching an elephant”. Directora: Lara Milena Brose. País: Alemania
- “Genuine”. Directora: Kristina Maca. País: Alemania

### Categoría #Pandemicfilms 2021
- “My name is Sami”. Directora: Daniela Lucato. País: Italia
- “Quarantine”. Directora: Erica Schreiner. País: Estados Unidos
- “Do you reread the emails before you send them?”. Directora: Karen Byk. País: Alemania
- “Interlude” Directora: Salamida Virginia. País: Argentina
- “Lions Club”. Directora: Lucía Alegre. Productora: Manuela Iseas. País: Argentina
- “4.48//2020”. Directora: María Fernanda Jardi Espinosa. País: Alemania - México